# Thubten Gyatso
Thubten Gyatso (tibetano: ཐུབ་བསྟན་རྒྱ་མཚོ་, wylie: thub bstan rgya mtsho, pinyin tibetano: Tubdain Gyaco) (12 de febrero de 1876-17 de diciembre de 1933) fue el decimotercer dalái lama conocido como un gran político que supo mantener el Tíbet como nación independiente a pesar de las presiones de la Rusia Imperial, la dinastía Qing y el Imperio británico; además, restauró la disciplina monástica e incrementó el número de legos para evitar el abuso de poder de los monjes. 
Creó un sistema de impuestos, un cuerpo policial, introdujo la electricidad, el teléfono y el primer automóvil en el Tíbet y vaticinaba al final de sus días una etapa de oscurantismo para su país, y que su reencarnación valdría para enfrentar a los chinos a un joven y fuerte dalái lama.
En cuanto a sus logros espirituales, destacó desde joven. Decidió debatir en los tres grandes monasterios de Lhasa –Ganden, Drepung y Sera– ante todos los monjes y sobresalió fácilmente. Como otros dalái lamas del pasado, combinó sus estudios de la tradición Guelupa, con los de la tradición Nyingma. Asimismo fue un reconocido meditador que realizó retiros cortos y largos, además de mantener una práctica diaria durante toda su vida.

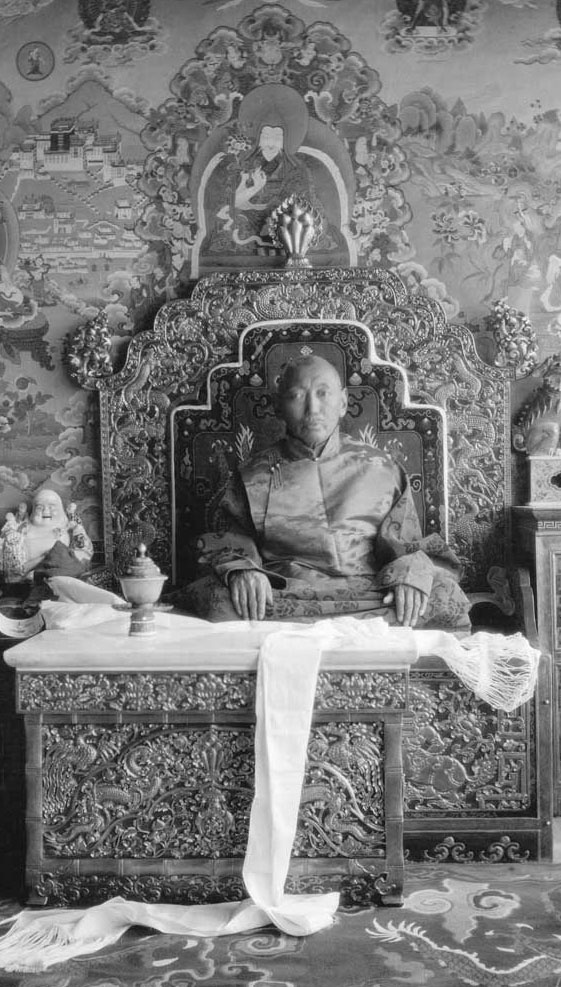
El XIII dalai láma en 1932, un año antes de su muerte.